# Парк в селе Новый Милет
Парк в селе Новый Милет — памятник природы регионального (областного) значения Московской области, который включает ценный в экологическом, научном и эстетическом отношении природно-антропогенный комплекс, нуждающийся в особой охране: старовозрастные парковые насаждения с липовой аллеей.
Памятник природы основан в 1985 году. Местонахождение: Московская область, городской округ Балашиха, село Новый Милет, 150 метров к востоку от храма Святителя Николая. Площадь памятника природы составляет 4,00 га. Памятник природы включает квартал 73 Кудиновского участкового лесничества Ногинского лесничества.

## Описание
История дворцово-паркового комплекса в селе Новый Милет насчитывает несколько столетий. В конце XVII — начале XVIII века в этих краях разместилась летняя резиденция правительницы России царевны Софьи Алексеевны — двухэтажные каменные палаты с двадцатью комнатами. Однако в конце XVII века разразился стрелецкий бунт, в результате чего Софья была заточена в Новодевичий монастырь, где она и содержалась впоследствии. Когда к власти пришел Пётр I, в Милет были сосланы четыре семьи Романовых, сторонников царевны Софьи.
В начале XVIII века усадьба стала собственностью императрицы Елизаветы Петровны. После дворцового переворота 1741 года Елизавета в благодарность за преданность и услуги подарила её графу М. И. Воронцову, при котором был образован чудесный дворцово-парковый ансамбль: выстроен дворец (предположительно по проекту В. В. Растрелли), разбит регулярный парк, выкопан большой пруд с островами, дно которого было выложено белым камнем. От дома к пруду шла километровая сиреневая аллея с мраморными статуями и вазами. Дворцово-парковый ансамбль получил название «Милет» по аналогии с древнегреческим городом.
После М. И. Воронцова усадьбой владели его братья. В 1764 году село Милет упоминается как владение государственного деятеля, генерала-аншефа, сенатора Р. И. Воронцова, старшего брата графа М. И. Воронцова. В дальнейшем владельцами усадьбы также были канцлер Российской империи граф А. Р. Воронцов и дипломат граф С. Р. Воронцов.
В первой четверти XIX столетия Воронцовы продают имение семье Дмитрия Васильевича Голицына. К этому времени усадьба пришла в упадок: ещё в 1812 году дворец был разорен французами, а пожар 1818 года уничтожил его окончательно. В 1839 году село Милет, как приданое, получает дочь Голицына — Мария Дмитриевна, которая вышла замуж за князя А. И. Ухтомского. К середине XIX века в имении был возведен новый усадебный дом, а парковая часть территории была расширена. В настоящее время старинный липовый парк занимает западную половину памятника природы, усадебные постройки до наших дней не сохранились.
Территория памятника природы располагается в районе распространения моренно-водноледниковых равнин в западной окраине Мещерской низменности. Усадебный парк был заложен на плоской равнине на правобережье реки Вьюнки — левого притока реки Чёрной (бассейн реки Москвы). Абсолютная высота субгоризонтальной поверхности равнины на преобладающей части территории памятника природы составляет около 130 м над уровнем моря, в восточной окраине высота достигает 131,5 м над уровнем моря. Плоские поверхности территории парка сложены тонко- и мелкозернистыми пылеватыми песками водноледникового происхождения.
Местами поверхности осложнены антропогенными микро- и наноформами рельефа. В восточной части памятника природы расположен комплекс разноразмерных положительных и отрицательных форм антропогенного рельефа милитаригенного происхождения. Наиболее крупная отрицательная форма рельефа — окоп длиной 70 м, шириной по бровкам 15—25 м, по днищу — 7—10 м. Глубина окопа — до 3,5 м. Ориентированный в субмеридиональном направлении, он имеет корытообразную форму профиля и плоское днище. Северные и южные борта — более пологие (7—10º) и имеют плавные бровки и тыловые швы. Западный и восточный борта, с четкими бровками и тыловыми швами, более крутые — до 15—20º. Вдоль бровки западного борта протягивается насыпь шириной 5—6 м, высотой 1—1,5 м.
В северо-восточной окраине памятника природы образована отрицательная форма рельефа антропогенного генезиза, квазиквадратной формы в плане, с плоским сухим днищем, шириной около 10 м и глубиной 1,8 м. В юго-восточном углу памятника природы, к югу от окопа, на возвышении отмечается серия небольших понижений и бугров неправильной формы, продолжающаяся вплоть до южной границы территории. В этой же части памятника природы вдоль автодороги протягивается грядообразное повышение длиной около 40—50 м, шириной 8 м и высотой до 1—1,3 м.
В настоящее время в пределах памятника природы естественные водоемы и водотоки отсутствуют. Почвенный покров территории представлен агрогенно преобразованными агродерново-подзолами, сформировавшимися на песках при распашке дерново-подзолов.

### Флора и растительность
На территории памятника природы основным объектом охраны является старинный усадебный парк, в настоящее время пребывающий в запущенном состоянии.
Весь парк можно поделить на две примерно равные половины: более молодую восточную, представленную средневозрастными березовыми насаждениями с вкраплениями молодых и средневозрастных посадок сосны и лиственницы; и более старую западную, представленную собственно старым липовым парком, оставшемся на месте старинной усадьбы.
В восточной части памятника природы преобладают спелые и средневозрастные березняки злаково-разнотравно-сорнотравные из березы повислой (диаметр ствола около 0,3—0,4 м), с участием отдельных более старых сосен с возрастом более 100 лет (диаметр до 0,5 м). Во втором древесном ярусе преобладают более молодые березы, липа сердцелистная, клён платанолистный, рябина, реже встречается вяз шершавый, ближе к опушке попадаются молодые сосны и клён ясенелистный. В кустарниковом ярусе отмечены: рябина, крушина ломкая, малина лесная, ирга колосистая, бузина красная, или кистевидная. Среди трав наиболее обычны следующие виды: ежа сборная, чистотел большой, гравилат городской, мятлик узколистный, мятлик обыкновенный, полевица тонкая, вейник наземный, осока соседняя, лютик многоцветковый, подмаренник мягкий, щучка, или луговик дернистый, крапива двудомная, вероника дубравная, золотарник обыкновенный, одуванчик лекарственный, купырь лесной, земляника обыкновенная, реже встречаются — вероника лекарственная, клевер луговой, овсяница луговая, тимофеевка луговая, полынь обыкновенная, подорожник большой, тысячелистник обыкновенный, пижма обыкновенная, очиток большой, будра плющевидная, звездчатка дубравная, костяника, гвоздика Фишера, короставник полевой, бедренец-камнеломка, пустырник пятилопастной. В напочвенном покрове местами встречаются зелёные мхи с проективным покрытием до 10—15 %.
На участке березняка с подростом липы встречен ландыш майский — редкий уязвимый вид, не включенный в Красную книгу Московской области, но нуждающийся на территории области в постоянном контроле и наблюдении.
Чуть западнее березняка в культурах лиственницы (посажены вдоль северной границы памятника природы) и сосны (40-летнего возраста) в наземном покрове в большей степени представлены влаголюбивые и теневыносливые виды и меньше луговых видов. Здесь преобладают: крапива двудомная, гравилат городской, купырь лесной, будра плющевидная, недотрога мелкоцветковая, лютик многоцветковый, ежа сборная, мятлик дубравный, чуть реже встречаются — щавель пирамидальный, василёк луговой, короставник полевой, подорожник большой, овсяница луговая. В посадках сосны кроме перечисленных видов встречается также осока волосистая.
В крайней восточной части лесного массива в районе проложенного здесь окопа представлены березняки с включением средневозрастных сосновых посадок и отдельными старыми соснами. Древесный ярус здесь разрежен, а травяной покров на ряде участков нарушен в результате рекреации. Помимо перечисленных выше лесо-луговых и сорнотравных видов здесь отмечены: гулявник лекарственный, горец птичий, чертополох курчавый, вероника длиннолистная, смолёвка поникшая, ястребинка зонтичная, фиалка собачья, овсяница овечья, лопухи лесной и паутинистый, вербейник обыкновенный, клевер средний.
В западной части памятника природы преобладают старовозрастные липовые насаждения, сохранившееся от существовавшей на этом месте усадьбы, сформированные, по всей видимости, в середине XIX — начале XX века. Исходный план насаждений практически не просматривается, кроме сохранившейся вдоль южной границы парка аллеи из старых тополей (до 0,4 м в диаметре), с участием дубов (до 0,4 м) и лип.
В целом в этой части парка в насаждениях доминирует липа серцелистная возрастом не менее 120—200 лет и диаметром стволов до 0,7 м. Помимо липы в древесных насаждениях присутствуют: клён платанолистный (диаметром стволов до 0,4 м), реже — ель, берёза повислая, клён ясенелистный (0,10—0,15 м в диаметре), единично — дуб черешчатый. Во втором ярусе представлены следующие виды: клён платанолистный, липа, черёмуха птичья, единично — клён ясенелистный, яблоня домашняя (до 0,4 м) и конский каштан обыкновенный.
В травяном ярусе в этой части парка преобладают: крапива двудомная, чистотел большой, гравилат городской, будра плющевидная, живучка ползучая, зеленчук жёлтый, реже — копытень европейский, единично — вечерница густоволосая.

### Фауна
Животный мир памятника природы длительное время подвергается антропогенному воздействию примыкающей сельской застройки. Тем не менее, зоокомплексы территории сохраняют основные черты свойственные комплексам лесных и лугово-опушечных видов данной части Московской области. На территории памятника природы и на прилежащих участках обитают не менее 38 видов позвоночных животных, относящихся к девяти отрядам трёх классов, в том числе один вид амфибий, 33 вида птиц и четырёх видов млекопитающих.
Основу фаунистического комплекса наземных позвоночных животных территории составляют характерные виды лесных местообитаний (55 % зарегистрированных видов наземных животных), виды лугово-полевых местообитаний (21 %), а также синантропные виды (21 %), тяготеющие к окружающим селитебным территориям, имеют заметно меньшую долю в видовом составе.
В границах памятника природы выделяются три основных зоокомплекса (зооформации): лиственных и смешанных лесов; открытых местообитаний и селитебных местообитаний.
Зооформация лиственных и смешанных лесов распространена во всех лесных сообществах памятника природы и занимает большую часть территории памятника природы. Здесь распространены следующие виды позвоночных животных: травяная лягушка, тетеревятник, большой пёстрый дятел, рябинник, чёрный дрозд, певчий дрозд, белобровик, зарянка, зяблик, черноголовая славка, пеночка-теньковка, желна, ворон, большая синица, обыкновенная лазоревка, длиннохвостая синица, обыкновенная пищуха, обыкновенный поползень, мухоловка-пеструшка, лесная мышь.
По опушкам территории памятника природы обычны: обыкновенная овсянка, серая славка, черноголовый щегол, зеленушка, обыкновенный скворец, сорока. Среди млекопитающих в этих сообществах наиболее часто встречаются обыкновенная полёвка и обыкновенный крот. Именно в этих местообитаниях встречается сокол пустельга — редкий уязвимый вид птиц.

К селитебным территориям окружающим с нескольких сторон территорию памятника природы тяготеют: чёрный стриж, сизый голубь, серая ворона, грач, галка, белая трясогузка, деревенская ласточка, полевой воробей, бродячие домашние собаки и ряд перечисленных выше луговых видов. 

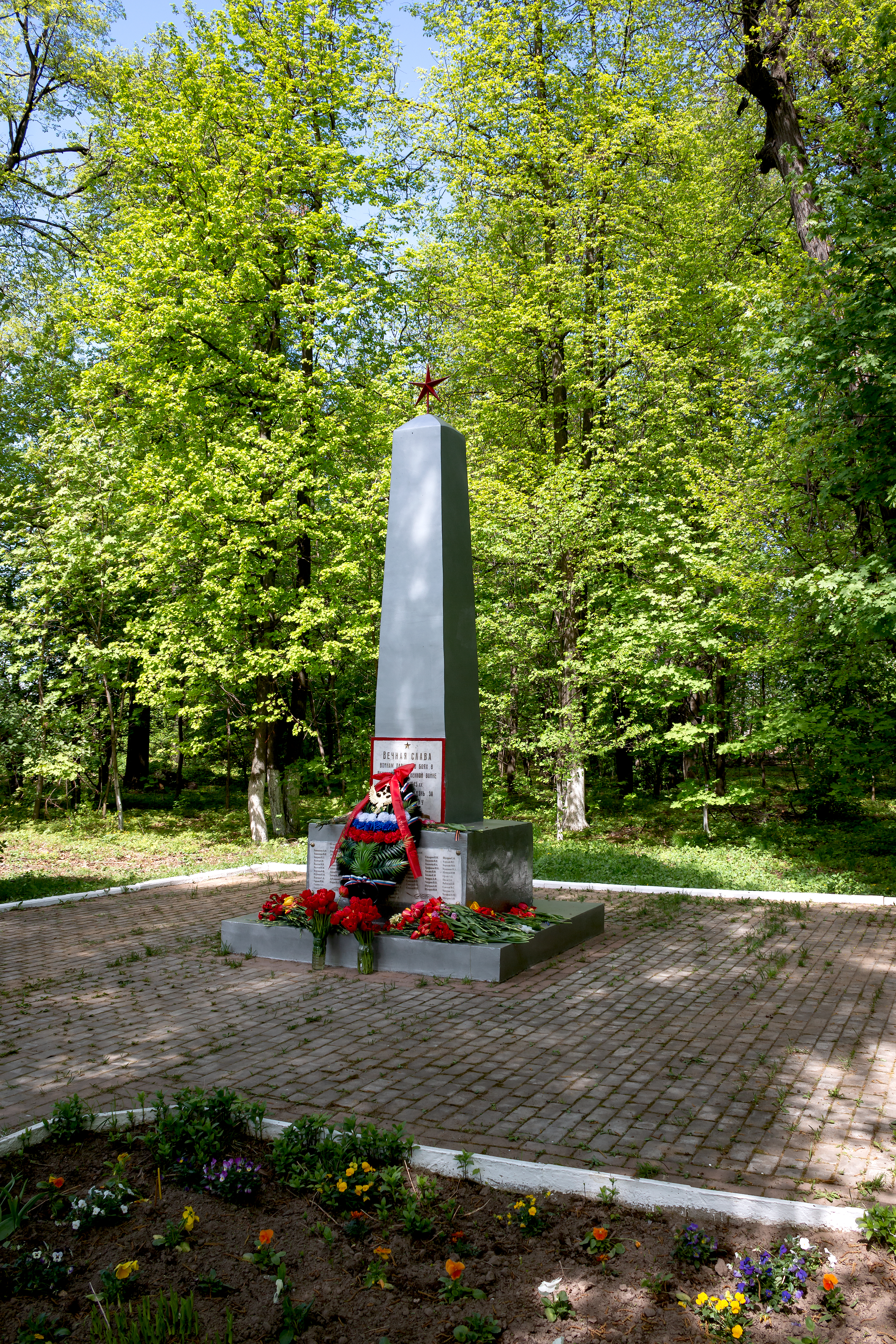
Памятный знак в честь земляков, погибших в годы Великой Отечественной войны 1941-1945 гг: парк усадьбы Новый Милет

## Объекты особой охраны памятника природы
Ценный в экологическом, научном, культурном и эстетическом отношении природно-антропогенный объект: старинный усадебный парк.
Ценные отдельные объекты живой природы: старовозрастные липовые насаждения (в том числе возрастом 120—200 лет).
Вид растений, являющийся редким и уязвимым таксоном, не включенный в Красную книгу Московской области, но нуждающийся на территории области в постоянном контроле и наблюдении: ландыш майский.
Вид животных, являющийся редким и уязвимым таксоном, не внесенный в Красную книгу Московской области, но нуждающийся на территории области в постоянном контроле и наблюдении: пустельга.